# トヨタ自動車九州
トヨタ自動車九州株式会社（トヨタじどうしゃきゅうしゅう）は、福岡県宮若市に本拠を置くトヨタ自動車100 %出資の自動車およびその部品を製造する会社である。

## 概要
事業内容は自動車および自動車部品の開発・設計・製造。年間に約40万台を生産しており、そのうち約90%は海外に輸出している。ハイブリッドカー用トランスアクスル、V6エンジンの製造も行っている。

## 沿革
- 1991年（平成3年）2月 - 福岡県鞍手郡宮田町（現・宮若市）に会社創立
- 1992年（平成4年）12月 - 操業開始
- 2004年（平成16年）3月 - 累計生産台数200万台を達成
- 2005年（平成17年）
  - 9月 - 宮田工場第2ライン（レクサス専用）操業開始
  - 12月 - 苅田工場操業開始
- 2008年（平成20年）
  - 4月 - 苅田工場第2ライン操業開始
  - 7月29日 - 小倉工場操業開始

## 生産車種
- レクサス・RX
- レクサス・NX
- レクサス・UX
- レクサス・ES

## 生産拠点
- 宮田工場（本社）：1992年12月生産開始
- 苅田工場（福岡県京都郡苅田町）：2005年12月生産開始、V6エンジンを生産。
- 小倉工場（福岡県北九州市小倉南区大字朽網・京都郡苅田町）：2008年7月生産開始、ハイブリッドトランスアクスルを生産。

## 工場緑化
宮田工場の設立時から工場周辺の緑化に取り組んでおり、構内には高木5140本、低木10301㎡が植栽されている。

## 陸上競技部
1999年に創部され、バルセロナオリンピック男子マラソン銀メダリストである森下広一が指導者に就任した。同部の三津谷祐は2005年・2007年の世界選手権に日本代表として出場したほか、今井正人は東京マラソン2015で2時間07分39秒（当時の日本歴代６位）を記録した。2008年の北京オリンピック男子マラソンで金メダルを獲得したサムエル・ワンジルが高校卒業後に在籍していたことでも知られる。
創部翌年の2000年に九州実業団毎日駅伝競走大会において６位に入り、2001年1月1日の全日本実業団対抗駅伝競走大会（ニューイヤー駅伝）に初出場を果たした。以降、毎年ニューイヤー駅伝に出場し（2008年を除く）、2013年と2014年に２位入賞の成績を残している。
筥崎宮で毎年1月に必勝祈願を行うのが恒例である。

### 過去の主な所属選手
- 三津谷祐
- 今井正人
- サムエル・ワンジル
- 小西祐也
- 渡邉竜二
- 大津顕杜

## 関連企業
- ハローライフ
- トヨタリック九州